# Françoise Adnet
Françoise Adnet, née le 30 juin 1924 à Paris où elle meurt le 9 mars 2014, est une peintre française.

## Biographie
Née à Montmartre dans un milieu d'artistes en 1924, Françoise Adnet (fille du décorateur et ensemblier Jacques Adnet) se passionne dès l'enfance pour la musique, les arts et la littérature.
Comme l'a écrit Jean-Robert Delahaut « deux fées se sont penchées sur le berceau de la petite Françoise Adnet. L'une, pâle et belle, déposa à ses pieds le don de la musique; l'autre, souriante et les joues colorées lui murmura : « Tu seras peintre ».
À douze ans elle donne son premier récital de piano à Berlin. Elle a pour professeurs de piano successifs Marguerite Long et Alfred Cortot et elle poursuit une carrière de pianiste qui la mène sur de nombreuses scènes en Europe mais ses passions véritables sont le dessin et la peinture qu'elle pratique en autodidacte depuis l'âge de 4 ans. Sachant qu’il est difficile, sinon impossible, de mener de front deux carrières, après avoir épousé l’éditeur d’art Max Fourny en 1951, Françoise Adnet abandonne définitivement le piano pour se consacrer totalement au dessin et à la peinture.
Elle est fortement influencée, comme Bernard Buffet et Jean Jansem, par son ami Francis Gruber. Elle est de ces peintres de la réaction figurative, opposés à l’abstraction, et qui font partie du mouvement « misérabiliste » qui réunit entre autres Bernard Buffet, Jansem, ou encore Michel de Gallard.
Françoise Adnet a toujours été fascinée par le moment présent, ce qui fait d’elle un véritable témoin de son temps. Ainsi, les paysages, les natures mortes, les toits de Paris, les objets quotidiens, et bien sûr les êtres, dont les grands yeux semblent lire jusqu’au plus profond de notre âme, qu’elle peint, sont le véritable reflet de leur époque.
Marcel Landowski a dit de Françoise Adnet : « Son art est hors du temps, hors de la mode, il est celui du cœur – c’est le seul qui soit grand. ».
De nombreuses expositions particulières lui ont été consacrées, tant en France qu’à l’étranger, notamment en Belgique, en Suisse, au Canada, aux États-Unis ou au Japon. Elle a, entre autres, exécuté les portraits de Jacqueline Auriol, Liliane Bettencourt ou Merle Oberon. Françoise Adnet a également réalisé des cartons de tapisserie, des décors de théâtre, illustré des livres et décoré la chapelle du paquebot « Ferdinand de Lesseps ».

## Expositions
Nombre d’œuvres de Françoise Adnet ont été exposées dans de grandes villes à l’étranger. Entre autres : New York, Palm Beach, Toronto, Venise, Chicago, Caracas, Mexico, Genève, Bruxelles, Osaka et Tunis.
- 1942-1948 : Salon des Moins de trente ans, Paris
- 1951 : 28 jeunes femmes par 28 jeunes peintres, Galerie Drouant David, Paris
- 1953 : Palais Grassi, Venise
- 1954 : Salon de la Jeune Peinture, Hommage à Grüber, Musée d'art moderne de la ville de Paris
- 1955 : Musée Canrini, Marseille. Galerie Isy Brachot, Bruxelles. Galerie Wally Findlay, New York.
- 1956 : Galerie Monique de Groote, galerie Isy Brachor, Bruxelles. Salon des peintres témoins de leur temps, Paris. La Réhabilitation du portrait, Paris. Salon de la Nationale des Beaux-arts, Paris. Salon de mai, Musée d'art moderne de la ville de Paris
- 1957 : Biennale de Menton. Salon des Tuileries, Nice. "Sélection de l'École de Paris", Amiens. "Paysages de France", Musée des Beaux-Arts, Nancy, "Les oiseaux et les fleurs", Galerie St. Placide, Paris.
- 1958 : Biennale de Bruges. Salon de La Jeune Peinture. Musée d'art moderne de la ville de Paris. Salon des Peintres témoins de leur temps, Paris. Les Parisiennes, Musée Galliera, Paris. "L'Amour", Galerie Herbinet, Paris. Galerie Dresdnère, Montréal, Toronto.
- 1959 : Galerie Wally Findlay, Chicago, Palm Beach. Galerie Espace Vendôme, Paris. Galerie Georges Charles Recio, Paris, L'École de Paris, "L'Ecole de Paris", Musée des beaux-arts de Caracas. "Le pétrole vu par 100 peintres", Musée Galliera, Paris, œuvre présentée : "Le vieux bidon"[3].
- 1960 : Circula Ring Library of Painting, New York
- 1961 : Galerie David et Garnier, Paris.
- 1961-1965 : Galerie Reichenbach, Paris.
- 1962 : Galerie Dresdnere, Toronto. Exposition à Mexico
- 1963 : Galerie Reichenbach, Paris.
- 1964 : Salon des peintres témoins de leur temps, Musée Galliera, Paris. Galerie Dresdnère, Montréal, Toronto.
- 1965 : Galerie Wally Findlay, New York
- 1967 : Salon des Terres Latines, Paris
- 1968 : Galerie Isy Brachot, Knokke-le-Zoute et Bruxelles. Galerie Monique de Grotte, Bruxelles. Salon des Peintres témoins de leur temps, Paris
- 1969 : Galerie Dresdnère, Montréal, Toronto.
- 1970 : Galerie Blaser, Genève
- 1972 : Galerie Isy Brachot, Bruxelles. Galerie Monique de Grotte, Bruxelles.
- 1973 : Galerie Wally Findlay, New-York. Galerie Rombaldi, Paris. Galerie Daimaru, Osaka
- 1975 : Galerie Guigné, Paris.
- 1975-1979 : Françoise Adnet et Michel Messager, Fontaine¬bleau. Centre culturel Thibaut de Champagne, Troyes. La semaine française en Tunisie, Tunis. Salon de la Nouvelle Ile-de-France, Fontainebleau
- 1980 : Art figuratif, Galerie Serge Recio, Paris
- 1981 : Biennale internationale du Gemmail d'art sacré, Lourdes. Galerie des Quais, Troyes. Ancien hospice, Châtillon-Coligny
- 1982 : Galerie Guigné, Paris. Salon de la Société artistique de l'Aube, Troyes.
- 1983-1984 : Clermont-Ferrand, Tunis. 1985 : Galerie Jean Jury, Clermont-Ferrand
- 1986 : Exposition au Musée Roybet-Fould, Courbevoie
- 1987-1998 : Galerie Denise Valtat, Paris
- 1991 : Fondation Taylor, Paris.
- 1992 : Salon Violet, Paris
- 1993 : Salon des beaux-arts, Garches
- 1994 : Salon de printemps, Plaisir Grignon
- 1995 : Salon d'Angers, Angers. Galerie Denise Valtat, Paris.
- 1996 : Galerie Saint-Paul, Lyon. Fondation Taylor, Paris
- 1997 : Rétrospective 50 ans de peinture, Loudun. Musée des beaux-arts, Montbard
- 1998 - 1999 : "De l'obscurité jaillit la lumière", Espace Françoise Adnet, Musée de Vicq (78)
- 2000 : "Art Transit International", Tokyo.
- 2001 - 2006 : Galerie Daniel Besseiche, Paris. Galerie Patrick Gutknecht, Genève. Galerie du Vieux Douai, Douai
- 2006 : "Françoise Adnet, Splendeur du misérabilisme" Exposition Hommage et Rétrospective, Albi.

## Principales distinctions
- Grand prix de la biennale de Bruges
- Médaille d'argent de la Ville de Paris
- Prix du Gemmail d'art sacré
- Premier Prix Eural de dessin
- Prix Europe de peinture contemporaine
- Grand prix de peinture des artistes français
- Prix Sandoz, Fondation Taylor, Paris

## Œuvre
Décors
- Paquebot Ferdinand de Lesseps (1951)
- Théâtre

Cartons de tapisserie
Illustrations de livres
- Bonjour tristesse, Françoise Sagan
- La grive, Henri Troyat
- Tendre Élisabeth, Henri Troyat
- L’Éxilée, Pearl Buck
- Grand hôtel, Vicky Baum
- Les Caves du Vatican, André Gide
- Les Amours de Psyché, La Fontaine
- La Maison de papier, Françoise Mallet Joris
- Lève-toi et marche, Hervé Bazin
- L’Histoire de France par les chansons

## Muséographie
- Musée d'art moderne de la ville de Paris
- Musée Cantini, Marseille
- Musée de Boston
- Musée de Houston

## Divers
Avec son mari Max Fourny, elle a créé à Vicq (Yvelines) un musée d’art naïf. Ce musée est depuis devenu l'un des quatre seuls musées d'art naïf en France.